# Marcus Winterbauer
Marcus Winterbauer (* 1965 in Karlsruhe) ist ein deutscher Kameramann. Er schloss sein Kamerastudium 1997 an der Hochschule für Film und Fernsehen „Konrad Wolf“ in Potsdam-Babelsberg ab. Noch als Kamerastudent gewann er für den Film Rauliens Revier 1994 den Hochschul-Kamerapreis. Seitdem dreht er weltweit preisgekrönte Dokumentar- und Spielfilme. Darunter die mit dem Deutschen Filmpreis ausgezeichneten Filme „Rhythm is it!“,  „Chandani und ihr Elefant“ und „Beltracchi – Die Kunst der Fälschung“. Winterbauer ist Mitglied der Deutschen Filmakademie und lebt in Berlin.

## Filmografie (Auswahl)
- 1994: Die Farben von Tigua – Regie: Rainer Simon
- 1994: Rauliens Revier – Regie:  Alice Agneskirchner
- 1999: Kinder der Utopie – Regie: Klaus Stanjek
- 1999: Virtual Vampire – Regie: Michael Busch
- 2001: Der Glanz von Berlin – Regie: Judith Keil & Antje Kruska
- 2002: Intersex – Male and Female in the Same Body – Regie: Ilka Franzmann
- 2004: Fresh Art Daily – Regie: Andreas Geiger
- 2004: Rhythm Is It! – Regie: Thomas Grube & Enrique Sànchez-Lansch
- 2004: Bye Bye Tiger – Regie: Jan Peters & Hélèna Villovitch
- 2005: Die große Stille (zweite Kamera) – Regie: Philip Gröning
- 2005: Invisible – Illegal in Europa – Regie: Andreas Voigt
- 2005: Dancing With Myself – Regie: Judith Keil & Antje Kruska
- 2005: Alfredos Modelle – Regie: Angelika Welz-Rommel
- 2005: Sieben Himmel – Regie: Michael Busch
- 2006: Wie Luft zum Atmen – Regie: Ruth Olshan
- 2006: Full Metal Village – Regie: Sung-Hyung Cho
- 2007: Chamamé – Regie: Cosima Lange
- 2008: Sportsfreund Lötzsch – Regie: Sandra Prechtel & Sascha Hilpert
- 2008: Standesgemäß – Regie: Julia von Heinz
- 2009: Wenn die Welt uns gehört – Regie: Judith Keil & Antje Kruska
- 2009: Chandani und ihr Elefant – Regie: Arne Birkenstock
- 2010: Herbstgold – Regie: Jan Tenhaven
- 2010: Nichts ist besser als gar nichts – Regie: Jan Peters
- 2011: Raising Resistance – Regie: David Bernet & Bettina Borgfeld
- 2012: Sound Of Heimat – Deutschland singt – Regie: Arne Birkenstock & Jan Tengeler
- 2012: Prora – Regie: Stéphane Riethauser
- 2013: Land in Sicht – Regie: Judith Keil & Antje Kruska
- 2013: Gold – Du kannst mehr als Du denkst – Regie: Michael Hammon
- 2013: Journey to Jah – Regie: Moritz Springer & Noel Dernesch[3]
- 2014: Beyond Punishment – Regie: Hubertus Siegert
- 2014: Wacken 3D – Regie: Norbert Heitker
- 2014: Beltracchi – Die Kunst der Fälschung – Regie: Arne Birkenstock
- 2015: Democracy – Im Rausch der Daten – Regie: David Bernet
- 2017: Die Nacht der Nächte – Regie: Yasemin Samdereli
- 2017: Inschallah – Regie:  Judith Keil & Antje Kruska
- 2017: Die neue Nationalgalerie – Regie: Ina Weisse
- 2018: Shut Up and Play the Piano – Regie: Philipp Jedicke
- 2018: Jenseits der Musik – Regie: David Bernet
- 2018: Was kostet die Welt – Regie: Bettina Borgfeld
- 2019: Kleine Germanen – Regie: Frank Geiger & Mohammad Farokhmanesh
- 2019: Tanz auf dem Vulkan – Just Another Day In Paradise – Regie: Maya Reichert[4]
- 2019: Lampenfieber – Regie: Alice Agneskirchner
- 2020: König Bansah und seine Tochter – Regie: Agnes Lisa Wegner
- 2021: Wettermacher – Regie: Stanislaw Mucha[5]
- 2022: Unsere Herzen – Ein Klang – Regie Torsten Striegnitz und Simone Dobmeier
- 2022: Wettermacher
- 2023: Nofretete: Wem gehört die Schönheit (Fernsehfilm)
- 2023: Die Berliner Quadriga: Eine deutsch-französische Affäre (Fernsehfilm)
- 2023: #Racegirl – Das Comeback der Sophia Flörsch
- 2023: Die vielen Gesichter der USA: Der Fotograf Martin Schoeller (Fernsehfilm)
- 2023: Euromaidan – Chronik eines angekündigten Krieges (Fernsehfilm)
- 2023: Das Kombinat
- 2024: Die Brust der Kunst
- 2024: Pol Pot Dancing
- 2024: Das Lied der Anderen
- 2024: Wind – Die Vermessung des großen Luftozeans (Fernsehfilm)
- 2024: We All Bleed Red
- 2024: Der dritte Bruder
- 2025: Wie die Liebe geht